# اوپیستوسیلیکادیا
اوپیستوسیلیکادیا (نام علمی: Opisthocoelicaudia) نام یک سرده از زیرراسته سوسمارپاشکلان است که گوشتخوار بود و به طور گروهی شکار میکرد و اکثراً دایناسور های کوچک از جمله سیرپیاناساروس